# Фантана Домњаска (Мехединци)
Фантана Домњаска (рум. Fântâna Domnească) насеље је у Румунији у округу Мехединци у општини Прунишор. Oпштина се налази на надморској висини од 246 m.

## Становништво
Према подацима из 2002. године у насељу је живело 294 становника, од којих су сви румунске националности.